# Shannonomyia (Shannonomyia) feriata pamphaea
Shannonomyia (Shannonomyia) feriata pamphaea is een ondersoort van de tweevleugelige Shannonomyia (Shannonomyia) feriata uit de familie steltmuggen (Limoniidae). De ondersoort komt voor in het Neotropisch gebied.